# Юношески национален отбор на Русия по футбол до 19 години
Юношеският национален отбор на Русия представлява държавата в международни състезания. В него могат да играят футболисти под или на 19 години. Треньор е Дмитрий Аленичев, бивш футболист на Спартак Москва, Рома и ФК Порто. Капитан на отбора е Армен Амбарцумян.